# Хольт, Симеон тен
Симео́н тен Хольт (нидерл. Simeon ten Holt; 24 января 1923, Берген — 25 ноября 2012, Алкмар) — нидерландский композитор. Тен Хольт учился у авангардного композитора Якоба ван Домселара, но в конечном счёте создал свой собственный минималистичный стиль. В основном, музыка тен Хольта тональна, благозвучна; его музыкальные произведения состоят из секций, количество повторений которых выбирает сам исполнитель.

## Биография
Многие произведения тен Хольта (например, «Canto Ostinato») используют гармонию, очень близкую к европейской музыке эпохи романтизма. Таким образом, его минимализм полностью европейский, и он не был подвержен влиянию рока, джаза и этнической музыки, как американские минималисты.
Влияние ван Домселара на музыку тен Хольта значительно. Молодой композитор перенял интересы учителя, например, — связь музыки и изобразительных искусств, отношения между музыкой и математикой, использование фортепиано как главного инструмента. Многие произведения тен Хольта написаны для одного или нескольких фортепиано.
В Нидерландах действует Фонд имени Симеона тен Хольта, который возглавляет пианист Йерун ван Вен.
В Саратове 23 октября 2017 года на Открытии II Международного фестиваля современной музыки впервые в городе состоялось исполнение «Canto Ostinato». Концерт проходил в Большом зале консерватории. Произведение было исполнено необычным составом: помимо фортепиано были задействованы орган, ударные и контрабас. Исполнители: Ольга Кийовски (орган), Василий Игонин (фортепиано), Елена Пекарская (вибрафон), Анастасия Главатских (маримба), Дмитрий Толочков (контрабас).   